# 根津勢吉

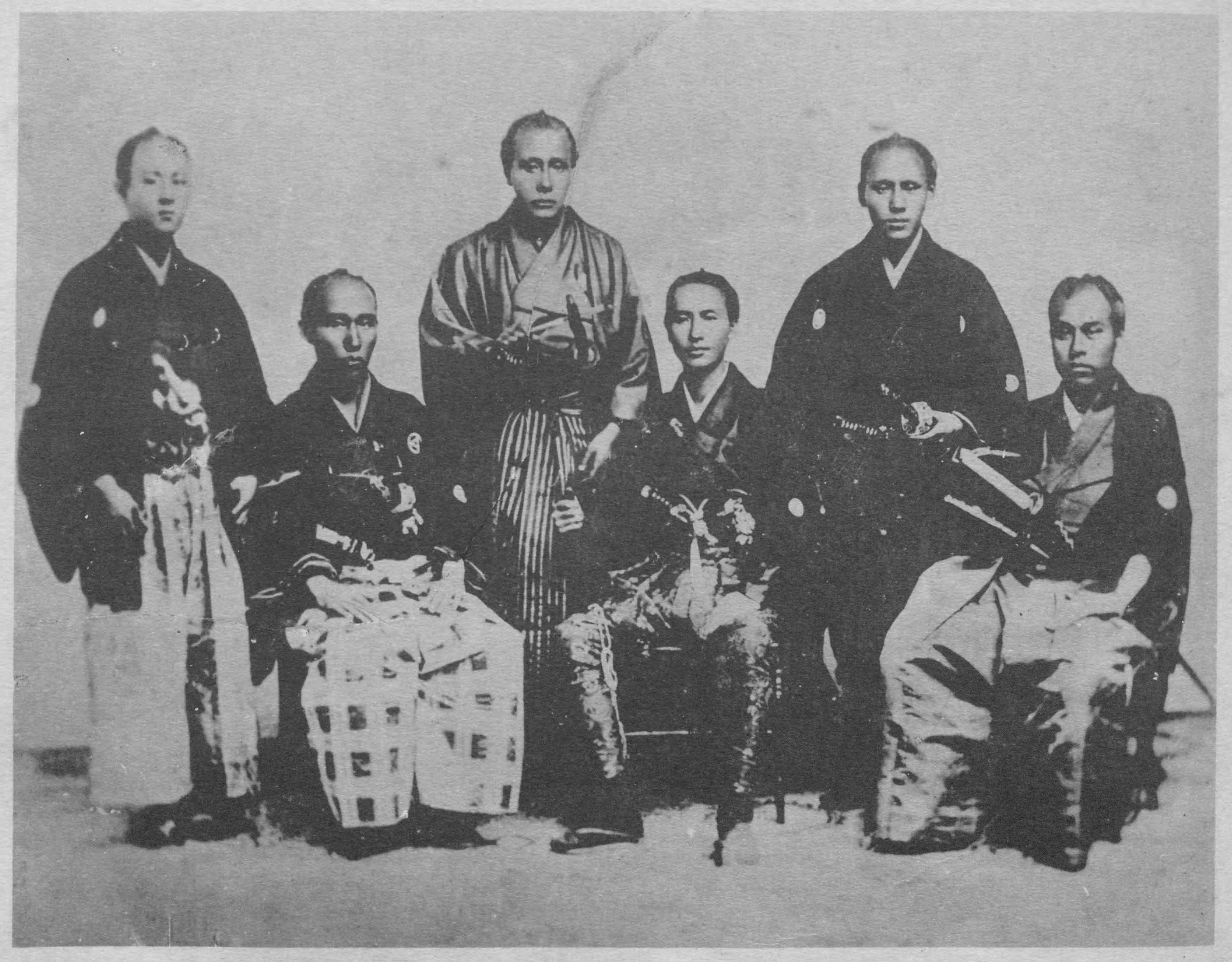
咸臨丸の乗船者達　1860年、サンフランシスコにて。右側から、福澤諭吉、岡田井蔵、肥田浜五郎、小永井五八郎、浜口興右衛門、根津欽次郎(勢吉)。

根津 勢吉（ねづ せいきち、天保10年（1839年） - 明治10年（1877年））は、幕末の武士・幕臣、明治初期の日本海軍軍人。通称は欽次郎（きんじろう）。

## 経歴
安政4年（1857年）、長崎海軍伝習所三期生に選ばれた。その後、軍艦操練所教授方出役手伝となり、万延元年（1860年）咸臨丸が渡米した際、運用方手伝(見習士官)として参加。慶応2年(1866年)、大番格軍艦役に進んだ。
戊辰戦争では榎本武揚に従い、甲賀源吾戦死後、回天丸艦長となった。赦免後、海軍大尉に任官している。
弟は永峰弥吉であり、いとこに川路聖謨がいる。